# Prisma (hypermarkt)

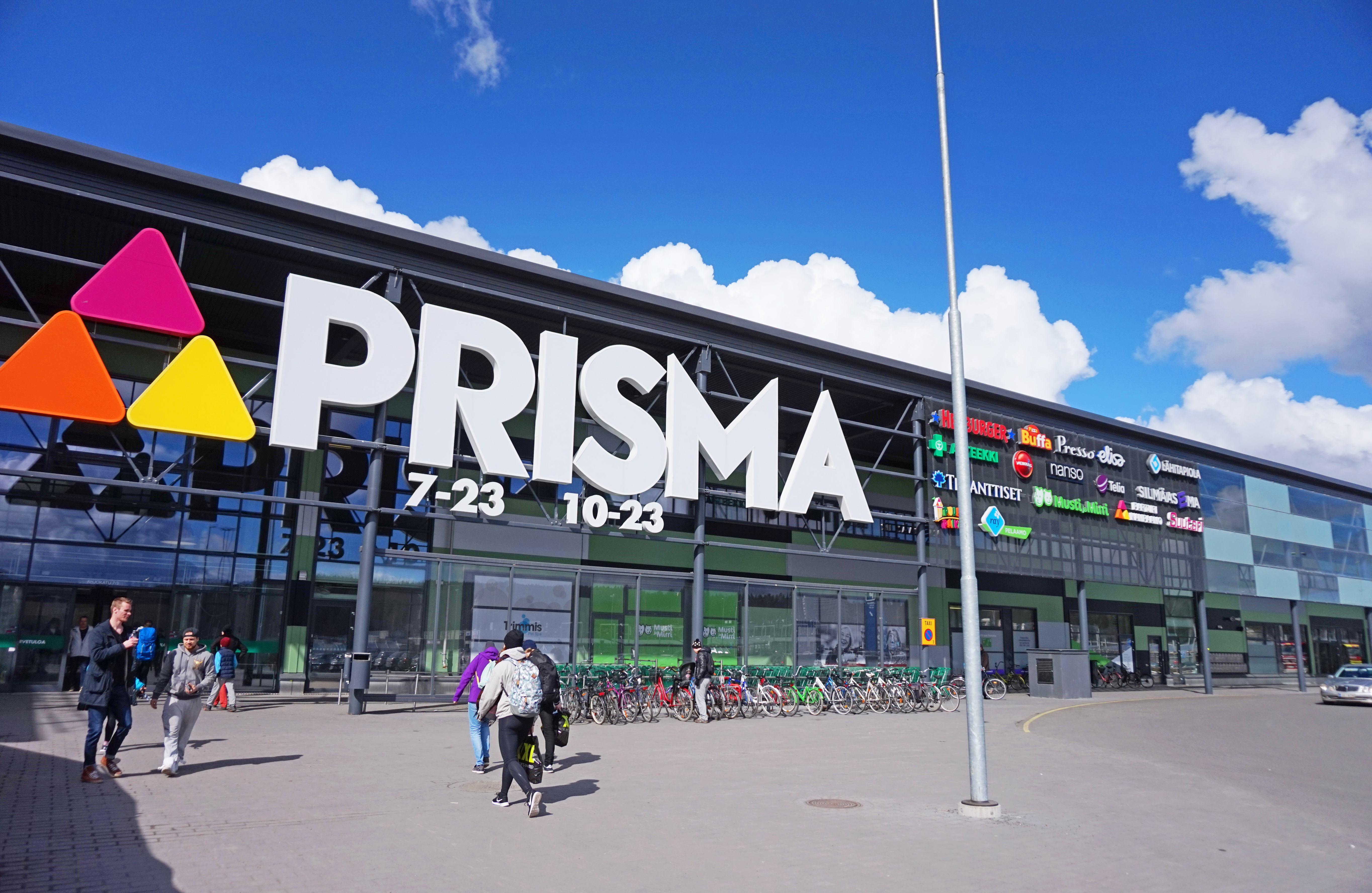
Een Prisma in Jyväskylä.

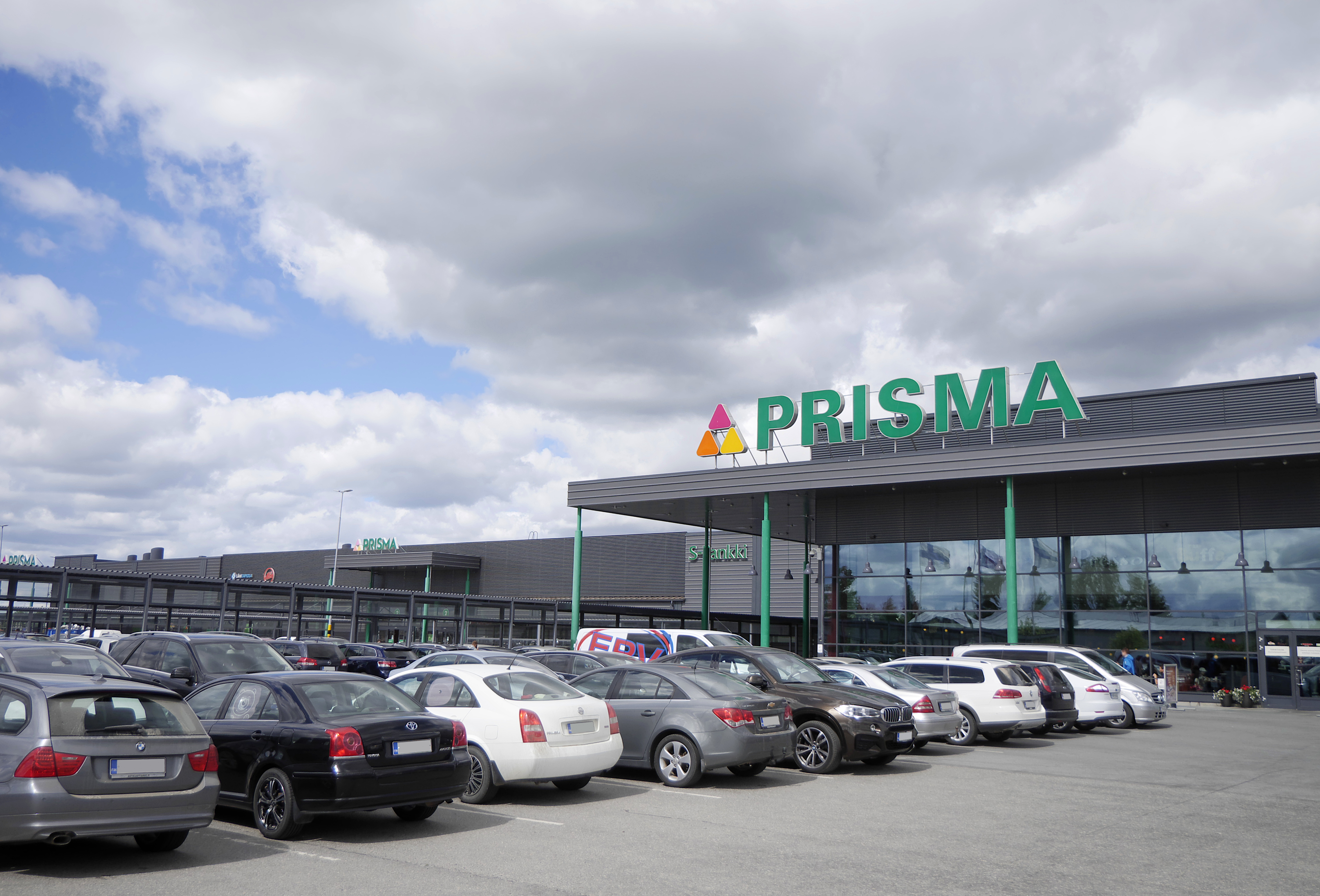
Een Prisma in Seinäjoki.

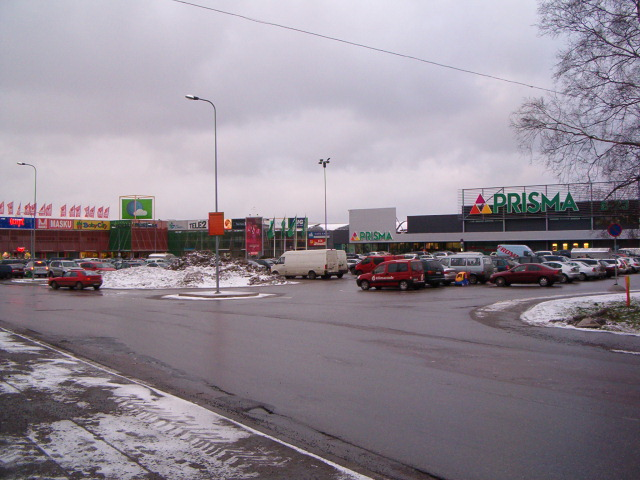
Een van de vijf Prisma's in de Estische hoofdstad Tallinn.

Prisma is een Finse keten van hypermarkten, die deel uitmaakt van het concern S-Groep (Fins: S-ryhmä). De eerste winkel werd geopend op 22 november 1972 in Jyväskylä. Prisma heeft verder ook vestigingen in Estland.
Prisma telt 71 vestigingen in Finland in 2021, vijf meer dan in 2018 en acht vestigingen in Estland. Voorheen waren er ook vestigingen in Letland en Litouwen, maar deze zijn in 2017 gesloten, en in Rusland. De Russische vestigingen zijn in maart 2022 gesloten na de Russische inval in Oekraïne.

## Geschiedenis
In het verleden verschilden de hypermarkten van de S-Groep sterk van elkaar doordat coöperaties hun eigen concept mochten kiezen. Onder meer de namen Sokos-market en Prisma werden gebruikt. De eerste hypermarkt onder de naam Sokos werd geopend in 1971 in Turku. Het jaar daarop volgde de eerste Prisma in Jyväskylä. De winkel dankt haar naam aan een monument gebouwd in de nabijheid van de eerste winkel in Jyväskylä, dat eruitzag als een prisma. In de jaren zeventig werden ook winkels geopend in andere grote Finse steden. De eerste Prisma in hoofdstad Helsinki werd echter pas in 1987 geopend.
De huidige vorm van de Prisma-keten ontstond in 1988, toen de S-Groep al haar winkels wilde samenvoegen. Prisma werd beschouwd als een succesvollere naam en werd daarom in alle hypermarkten van de S-Groep geïntroduceerd. Het productassortiment en de marketing van de winkels werden verenigd. Eind 1995 waren er in totaal 28 Prisma's in Finland.
Het aantal Prisma's groeide in de jaren erna sterk, toen er ook in kleinere steden winkels openden. Door een fusie in 2004 van twee andere supermarktketens in Helsinki, steeg het aantal Prisma's eveneens. Deze voormalige Maxi-Markten en Euromarkets werden omgevormd tot Prisma's.
Sinds maart 2017 heeft de winkel ook een webshop en zijn enkele vestigingen in Helsinki 24 uur per dag geopend.

## Vestigingen
Prisma heeft vestigingen in de volgende steden. Bij meerdere vestigingen staat het aantal tussen haakjes.

### Finland
Espoo (4), Forssa, Hämeenlinna, Helsinki (6), Hollola, Hyvinkää, Iisalmi, Imatra, Jakobstad, Järvenpää, Joensuu, Jyväskylä (3), Kaarina, Kajaani, Kangasala, Kemi, Kempele, Kerava, Kirkkonummi, Kokkola, Kotka, Kouvola, Kuopio, Kuusamo, Lahti (3), Lappeenranta, Lempäälä, Lohja, Loimaa, Mikkeli, Nokia, Oulu (3), Pieksämäki, Pirkkala, Pori (2), Raahe, Raisio, Rauma, Riihimäki, Rovaniemi, Salo, Sastamala, Savonlinna, Seinäjoki, Tampere (5), Tornio, Turku (3), Vaasa (2), Vantaa (3), Varkaus, Vihti, Ylivieska

### Estland
Narva, Tallinn (5), Tartu